# Serial Attached SCSI

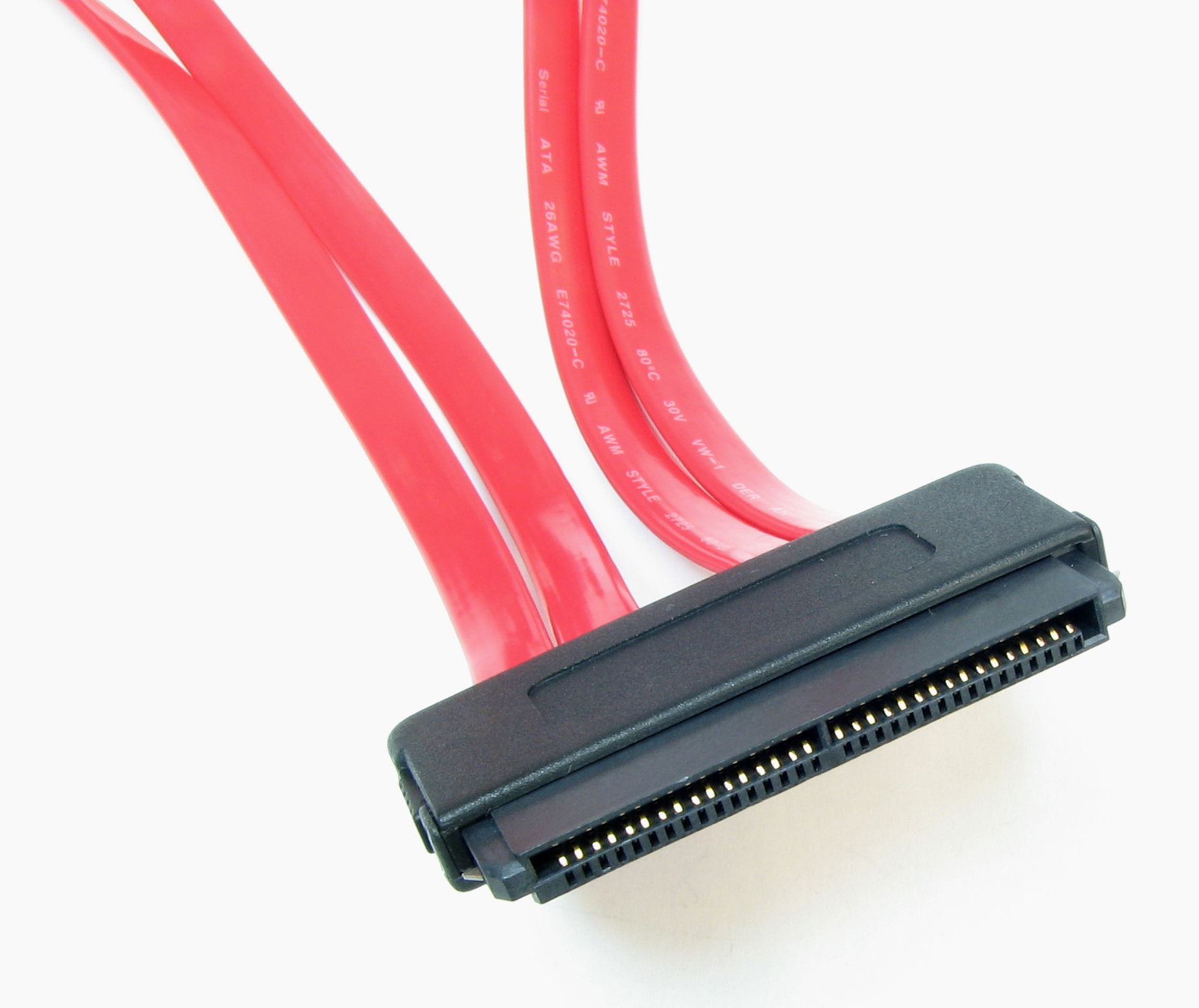
SASコネクター(Internal)

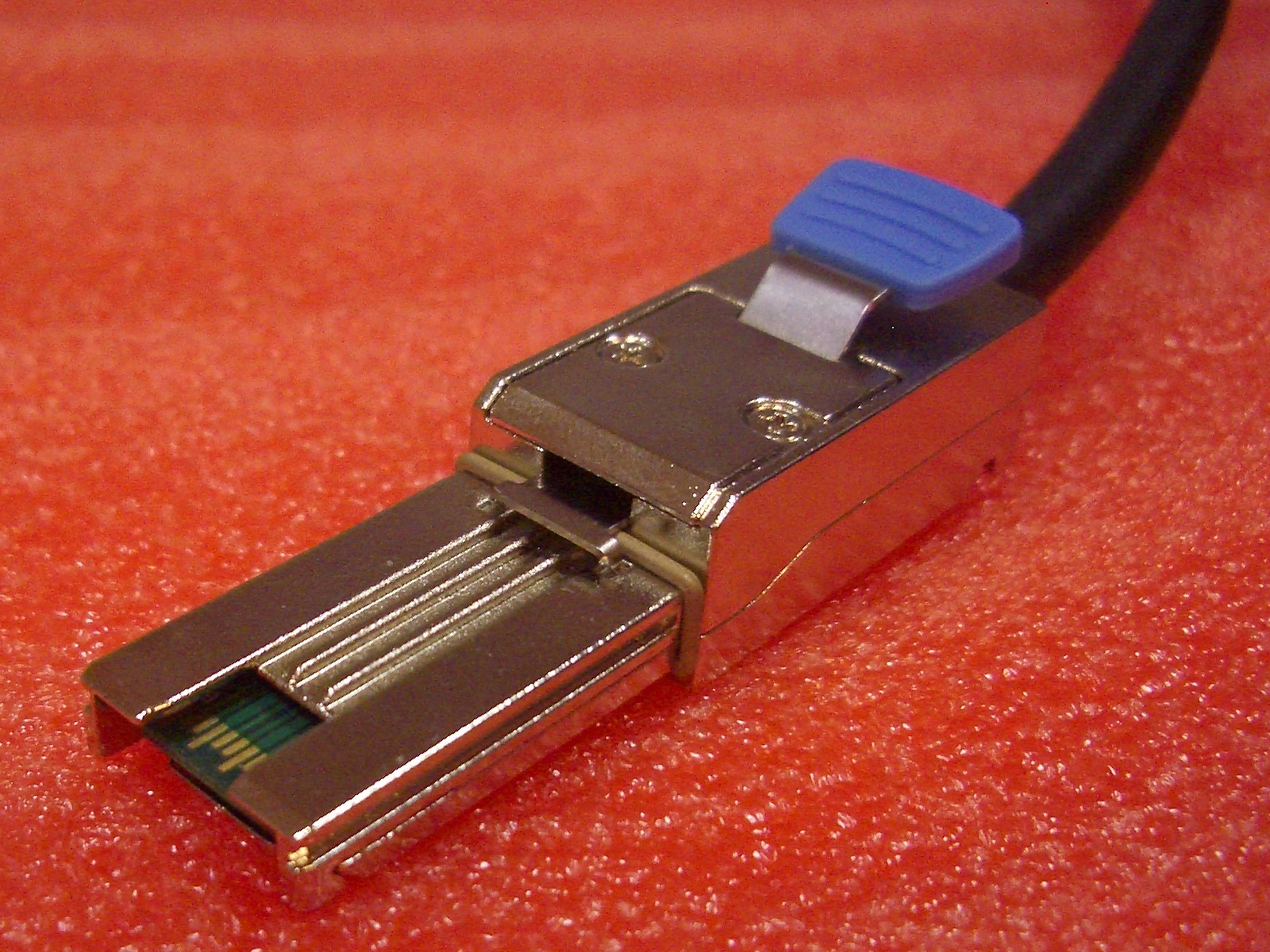
SASコネクター(External)

Serial Attached SCSI（SAS; サス）は、コンピュータにハードディスクドライブ等のストレージデバイスを接続するためのインターフェースである。SCSI規格の一種であり、それまではパラレル通信であったSCSI規格をその名の通りシリアル化したものである。
"Ultra-320 SCSI"の後継にあたる規格である。サーバとHDD、もしくはテープドライブとの接続に用いられることが主である。コンシューマ向けにはシリアルATA(SATA)の方がよく使われている。
INCITS (International Committee for Information Technology Standards)のT10技術委員会がプロトコルの開発・維持を行い、SCSITA（SCSI Trade Association）が普及活動を行っている。

## 経緯
SCSIは当初パラレル・インターフェースであったが、2000年3月に規格が策定されたUltra-320でも16組の差動信号線を80 MHzのDDRで駆動することは難しく、既にこの時点でも限界が来ていた。2000年から2003年の間により高速な次世代パラレルSCSI規格を策定、製品実装、出荷することは可能ではあったが、相互接続時の安定動作に不安要素が多く、ハードウェアベンダーにとって大きなリスクであった。また、もう1つのHDDインターフェース規格であったパラレルATAが同様の問題を回避するために2000年にシリアルATAへと舵を切り始めており、パラレル技術を継続する妥当性も問われた。最終的にATAと同様に太い接続コードと大きなコネクタ類から開放されて、今後高速化の余地が得あるシリアル化を模索することにした。パラレルSCSIの次の規格であった"Ultra-640"は2003年に策定されたが、あまり普及していない。
最初の仕様である"SAS-1.0"が2003年5月8日に正式に標準となり、2006年頃から本格的に普及し始めている。

## 特徴
SATAと比較して一般に高価、高信頼であり主にサーバ用途である。転送速度は4.0規格で最大2,400MB/s。通信方式が全二重である事、デュアルポートをサポートし冗長化が可能な事も高信頼な理由の一つである。また最大ケーブル長が10mまでとSATAの十倍程度と長く（ファイバーチャネルには及ばないが)、テープドライブのような筐体外にある外部ストレージと接続するのにも適している。
コネクタはInternal/External、ピン数などの仕様に応じて複数の種類があり、SFF-8xxxのように表記される（例：SFF-8086, Internal, 26ピン）。
SATAデバイスを接続できる事も特徴であり、実際にSATA規格のデバイスをそのままSASコネクタに嵌合することが可能である。例えばコンピュータにSASホストバスアダプタを搭載さえすれば、デバイスはSATA/SASどちらとも接続できる。これにより両者の混在環境も可能となる。ただしその逆のSATAインターフェースにSASデバイスを嵌合することは不可能である。
従来のパラレルSCSIと比べてコネクタのサイズが小さくできたため、サーバ用途で望まれていたHDDの小型化が実現できた。SCSIベースのHDDのフォームファクタが3.5から2.5インチへと主流が移行しつつある。

## 規格

### SAS-1.0
- 全二重通信のポイント・ツウ・ポイント接続
- 3 Gb/sの信号帯域幅[3]（実効データレート 300 MB/秒）[注釈 4]
- 8b/10bエンコード方式
- 1ポートあたりの最大接続数は128台まで（後述のSAS Expanderで約16,384台まで接続が可能）
- デュアルポート接続が可能[1]
- マルチレーンに対応[4]

### SAS 2.1
- 6 Gb/s（実効データレート600 MB/秒）

### SAS 3.0
- 12 Gb/s（実効データレート1200 MB/秒）

### SAS 4.0
- 24 Gb/s[5]（実効データレート2400 MB/秒）
- 128b/150bエンコード方式

## SAS Expander
SAS Expander(SASエキスパンダ)はコンピュータのSASポート数以上のデバイスを接続可能にする拡張性拡大のための機能、デバイス。USBのハブのような中継デバイスである。規格上は最大1万6384台を接続できる。SAS Expanderを多重化することも可能である。